# Andrea Borgato
Andrea Borgato (Monselice, 14 dicembre 1972) è un tennistavolista italiano.

## Carriera
Nel 2009, agli Europei di Genova, vice la medaglia di bronzo a squadre. Nel 2011, agli Europei di Spalato, conquista un secondo bronzo. Sempre nel 2011, in Ungheria agli Internazionali, vince la medaglia d'oro. Nel 2012 partecipa alle Paralimpiadi di Londra. L'anno successivo, vince un secondo oro, agli Internazionali di Bratislava. Nel 2014 ai Mondiali di Pechino, vince la medaglia di bronzo. Nel 2015 in Danimarca agli Europei, conquista la medaglia d'argento. Nel 2016 partecipa alle Paralimpiadi di Rio. Nel 2024 partecipa alle Paralimpiadi di Parigi.
Vanta inoltre quattro titoli italiani.